# BB來了
《BB來了》（英文：Who Wants A Baby?），是香港電視廣播有限公司拍攝製作的時裝家族溫馨電視劇；由李佳芯及黎諾懿領銜主演，並由高海寧、徐榮、楊卓娜、黃長興、姚嘉妮、吳家樂、陳秀珠、盧宛茵及羅樂林聯合演出。編審為黃秉怡，監製為廖晉碩。
此劇是2018年TVB Amazing Summer推介劇集之一，故事以陪月員作為背景，講述新手父母的血淚史。
李佳芯憑此劇在《萬千星輝頒獎典禮2018》奪得「最佳女主角」一獎。

## 故事大綱
高級時裝買手唐恬兒（李佳芯飾）與任職高級餐廳經理的丈夫葉致廷（黎諾懿飾）結婚一年，恬兒明白母親梁月嬋（陳秀珠飾）及婆婆葉康麗貞（盧宛茵飾）渴望抱孫，但她卻未有當母親的打算。月嬋重出江湖為家庭主婦擔任陪月，恬兒跟月嬋為此爭拗不休。恬兒發現意外懷孕，但夫婦兩人早有共識打算先瞞著麗貞。後來恬兒終於想通，為了擺脫麗貞控制以及省金錢決定報讀陪月課程，致廷支持恬兒也一同報讀，學做新手爸媽。
意外懷孕讓恬兒和致廷夫婦大失預算，本來可以寄望雙方母親的幫忙，可惜兩位老人育嬰方式南轅北轍，以致衝突不斷，為平息家庭風波，致廷兄長葉致遠（徐榮飾）出資請來陪月達人王佳妙（楊卓娜飾）幫忙。因為有了寶寶，恬兒狠心告別了時裝買手的工作，致廷也遠離了夜夜笙歌的生活。恬兒為事業轉型，毅然接手經營陪月中介公司，在工作中對母親這個新身份別有一番體會，雖事業有成，卻與致廷漸行漸遠，更是懷疑他與酒吧同事許晴（高海寧飾）有染，誰料致廷一次意外中勇救小孩的片段在網絡上廣傳，他因而成了廣為人知的絕世好爸，以至於引起翻天覆地的變化。

## 演員表

### 葉家
| 演員                | 角色   | 暱稱／關係 |
| 白 雲 （青年）      | 康麗貞 | Joyce、葉太、西太后（梁月嬋專稱）、慈禧太后（葉致遠專稱） 闊太 葉致遠、葉致廷之母，於第17集與葉致遠反目，最後如好 唐恬兒之家姑，與其不和，於第13集和好 葉允之嫲嫲 唐秋、梁月嬋之親家母，與他們不和，後和好 May之前家姑，與她不和並因為誤會其不願與葉致遠生小朋友而非常憎恨其 視譚奕龍為家人，後於第16集起因不滿王佳妙與葉致遠來往甚密而厭惡其，最後和好 視王佳妙為家人，並幫忙照顧及疼惜譚奕龍，後於第16集起因不滿其與葉致遠來往甚密而厭惡其，最後和好 曾使用針孔鏡頭及利用許朗監視唐恬兒 於第17集因不滿葉致遠喜歡及保護王佳妙及譚奕龍而與其爭執，最後導致葉致遠決定搬走 於第20集接受王佳妙 |
| 盧宛茵              | 康麗貞 | Joyce、葉太、西太后（梁月嬋專稱）、慈禧太后（葉致遠專稱） 闊太 葉致遠、葉致廷之母，於第17集與葉致遠反目，最後如好 唐恬兒之家姑，與其不和，於第13集和好 葉允之嫲嫲 唐秋、梁月嬋之親家母，與他們不和，後和好 May之前家姑，與她不和並因為誤會其不願與葉致遠生小朋友而非常憎恨其 視譚奕龍為家人，後於第16集起因不滿王佳妙與葉致遠來往甚密而厭惡其，最後和好 視王佳妙為家人，並幫忙照顧及疼惜譚奕龍，後於第16集起因不滿其與葉致遠來往甚密而厭惡其，最後和好 曾使用針孔鏡頭及利用許朗監視唐恬兒 於第17集因不滿葉致遠喜歡及保護王佳妙及譚奕龍而與其爭執，最後導致葉致遠決定搬走 於第20集接受王佳妙 |
| 徐 榮               | 葉致遠 | Ben、Ben叔叔（譚奕龍專用） 會計師樓合伙人 康麗貞之長子，後反目，最後和好 葉致廷之兄 唐恬兒之大伯 葉允之伯父 May之前夫，現為朋友 與王佳妙有感情線，後為男友 表面討厭譚奕龍，但實際很關懷及愛惜 為人口硬心軟，性格非常大男人 患有情緒病，脾氣波動大及容易暴躁，後經長時間與王佳妙及譚奕龍相處後情況漸漸好轉 患有不育症，一直對家人隱瞞其患病，於第18集向康麗貞講出真相 於第17集為保護王佳妙及譚奕龍而與康麗貞爭執後搬走 於第19集被成以為自己是奸夫而與他發生打鬥，並被他刺傷，最後還為了保護走出馬路的譚奕龍被車撞至命危 於第20集剛康復出院仍要座輪椅代步，後帶同譚奕龍向王佳妙表白，並得其答允 |
| 黎諾懿              | 葉致廷 | Elvis 高級餐廳與酒吧「1980」之經理及股東（第1-16集）／「寶安心」陪月中心老闆／ 康麗貞之幼子 葉致遠之弟 唐恬兒之夫，於第19集反目，最後和好 葉允之父 唐秋、梁月嬋之女婿 李冠中之下屬兼好友，於第16集假扮反目 許晴之好友兼同事 蔡長青之好友 何雪盈之下屬(第14集起)，後被她憎恨並多次被她陷害及利用 May之前叔仔 於第6集被家人發現其行為異常疑似患有產後抑鬱，後在王佳妙及家人協助下逐漸康復 於第15集被何雪盈陷害及利用 於第16集被何雪盈陷害出賣李冠中而被李冠中解僱 於第17集因從成手上救走譚奕龍的片段在網上瘋傳而成為網絡紅人，被網民及傳媒稱為「犬決股滑男」及「絕世好爸」，實為假扮記者向拍到短片的士多老闆取得片段後，自己上傳到網絡 於第18集被雜誌記者偷拍到安慰許晴，令其「絕世好爸」形象下滑 於第19集因達到自己的夢想(開餐廳)、入股「1980」、許晴一事和葉允發燒時無人照顧一事而與唐恬兒爭執，最後互相提出離婚 於第20集到監獄探望阿成及向他道歉，最終獲得其原諒，後想起自己和唐恬兒在一起的過去並公開向阿成、為自己之前所做的錯事認錯及向唐恬兒道歉，而獲唐恬兒原諒而復合 |
| 李佳芯              | 唐恬兒 | Ellen、恬恬 高級時裝買手→「寶安心」陪月中心老闆 唐秋、梁月嬋之女 葉致廷之妻，於第19集反目，最後和好 葉允之母 葉致遠之弟婦 康麗貞之媳婦，與其不和，於第13集和好 許晴之中學師姐及好姊妹 王佳妙之僱主及好友 周嵐之前下屬及好友 May之前妯娌、僱主及好友 於第1集發現懷孕 於第3集因胎盤剝離而剖腹誕下葉允 於第8集辭去時裝買手一職，並接手經營「寶安心」陪月中心 於第14集起為了學習放手讓葉允自己成長，而願意將女兒交給康麗貞照顧 於第16集起因不滿葉致廷為賺錢而是非不分、不擇手段並無所不用其極，令二人更經常為此爭執 於第19集因葉致廷為協助許晴而入股「1980」而提議將寶安心結業，和價值觀差異與葉致廷爭執，並提出離婚 於第20集想起自己和葉致廷在一起的過去並看到其承認錯誤並道歉之片段，而原諒其而復合 |
| 陳映墁 （初生）     | 葉 允  | 允豬 葉致廷、唐恬兒之女 康麗貞之孫女 葉致遠之侄女 唐秋、梁月嬋之外孫女 May之前侄女 於第3集出生 於第18集舉行一歲生日會 |
| 黃聖雅 （三個月）   | 葉 允  | 允豬 葉致廷、唐恬兒之女 康麗貞之孫女 葉致遠之侄女 唐秋、梁月嬋之外孫女 May之前侄女 於第3集出生 於第18集舉行一歲生日會 |
| 陳妃頤 （五個月）   | 葉 允  | 允豬 葉致廷、唐恬兒之女 康麗貞之孫女 葉致遠之侄女 唐秋、梁月嬋之外孫女 May之前侄女 於第3集出生 於第18集舉行一歲生日會 |
| 謝涴柔 （六個月）   | 葉 允  | 允豬 葉致廷、唐恬兒之女 康麗貞之孫女 葉致遠之侄女 唐秋、梁月嬋之外孫女 May之前侄女 於第3集出生 於第18集舉行一歲生日會 |
| 李迦嵐 （八個月）   | 葉 允  | 允豬 葉致廷、唐恬兒之女 康麗貞之孫女 葉致遠之侄女 唐秋、梁月嬋之外孫女 May之前侄女 於第3集出生 於第18集舉行一歲生日會 |
| 梁芯語 （十一個月） | 葉 允  | 允豬 葉致廷、唐恬兒之女 康麗貞之孫女 葉致遠之侄女 唐秋、梁月嬋之外孫女 May之前侄女 於第3集出生 於第18集舉行一歲生日會 |
| 吳忞玥 （十一個月） | 葉 允  | 允豬 葉致廷、唐恬兒之女 康麗貞之孫女 葉致遠之侄女 唐秋、梁月嬋之外孫女 May之前侄女 於第3集出生 於第18集舉行一歲生日會 |
| 鄧巧媛 （一歲）     | 葉 允  | 允豬 葉致廷、唐恬兒之女 康麗貞之孫女 葉致遠之侄女 唐秋、梁月嬋之外孫女 May之前侄女 於第3集出生 於第18集舉行一歲生日會 |

### 唐家
| 演員            | 角色   | 暱稱／關係 |
| 李啟傑 （青年） | 唐 秋  | 小秋子 梁月嬋之夫，於第18集反目，後和好 唐恬兒之父 葉致廷之岳父，二人情同好友 康麗貞之親家公，與其不和，後和好 葉允之外祖父 蔡長青之多年好友 李冠中之朋友 前大廚，但在多年前手部受傷後一直無業 年青時沉迷賭博，後戒賭 其願望是希望能前往大堡礁潛水 經常被梁月嬋責罵和呼喝，更遭其忽略及無視，因此其將家中的金魚當成傾訴對象及朋友 於第18集在學習游泳期間遇溺昏迷入院，後經治療後甦醒，後與梁月嬋爭執後離家出走，並暫住於蔡長青家中 於第20集回家，其後與其前往大堡礁旅行以完成其心願              |
| 羅樂林          | 唐 秋  | 小秋子 梁月嬋之夫，於第18集反目，後和好 唐恬兒之父 葉致廷之岳父，二人情同好友 康麗貞之親家公，與其不和，後和好 葉允之外祖父 蔡長青之多年好友 李冠中之朋友 前大廚，但在多年前手部受傷後一直無業 年青時沉迷賭博，後戒賭 其願望是希望能前往大堡礁潛水 經常被梁月嬋責罵和呼喝，更遭其忽略及無視，因此其將家中的金魚當成傾訴對象及朋友 於第18集在學習游泳期間遇溺昏迷入院，後經治療後甦醒，後與梁月嬋爭執後離家出走，並暫住於蔡長青家中 於第20集回家，其後與其前往大堡礁旅行以完成其心願              |
| 尹詩沛 （青年） | 梁月嬋 | 娘娘 陪月員 唐秋之妻，於第18集反目，後和好 唐恬兒之母，深愛着佢，只要聽到她小時候的歌聲就能夠在極為憤怒的情緒之中冷靜下來 葉致廷之岳母 康麗貞之親家母，與其不和，經常鬥嘴，後和好 葉允之外祖母 在誕下唐恬兒前曾經兩度小產 曾因其夫沉迷賭博而企圖自殺，但不果 在其夫手部受傷後擔當家庭支柱 一直忽略及無視唐秋，令對方只能對魚缸內的金魚談天 於第18集與唐秋爭執，最後其夫離家出走 於第20集向唐恬兒坦言表明還喜歡唐秋，亦因之前常把其夫當發泄對象而內疚，後與其夫和好，其後二人更一同前往大堡礁旅行 |
| 陳秀珠          | 梁月嬋 | 娘娘 陪月員 唐秋之妻，於第18集反目，後和好 唐恬兒之母，深愛着佢，只要聽到她小時候的歌聲就能夠在極為憤怒的情緒之中冷靜下來 葉致廷之岳母 康麗貞之親家母，與其不和，經常鬥嘴，後和好 葉允之外祖母 在誕下唐恬兒前曾經兩度小產 曾因其夫沉迷賭博而企圖自殺，但不果 在其夫手部受傷後擔當家庭支柱 一直忽略及無視唐秋，令對方只能對魚缸內的金魚談天 於第18集與唐秋爭執，最後其夫離家出走 於第20集向唐恬兒坦言表明還喜歡唐秋，亦因之前常把其夫當發泄對象而內疚，後與其夫和好，其後二人更一同前往大堡礁旅行 |
| 李佳芯          | 唐恬兒 | 恬恬 唐秋、梁月嬋之女 參見葉家 |

### 許家
| 演員   | 角色  | 暱稱／關係 |
| 計祥龍 | 許 父 | 許朗、許晴之亡父 多年前許朗被老師誤會偷竊而與其吵架後因沒相信其導致其離家出走，之後得知真相後一直後悔，在其失蹤兩年後，與妻子外出尋找其時遇上交通意外身亡 |
| 曾玉娟 | 許 母 | 許朗、許晴之亡母 多年前許朗被老師誤會偷竊而與其吵架後因沒相信其導致其離家出走，之後得知真相後一直後悔，在其失蹤兩年後，與丈夫外出尋找其時遇上交通意外身亡 |
| 姚嘉妮 | 許 朗 | Belle、朗朗 陪月員 中學時因曾被老師誤會偷竊而與父母吵架，後因他們不相信自己而離家出走，在父母去世後才搬回家居住 間接害死自己父母 許晴之姊，與其不和兼被其憎恨，最後和好 蔡長青之朋友，與其有感情線，後為其女友 喜歡及愛惜小朋友 年輕時曾為不良青年，更多次被男朋友欺騙感情，而曾經墮胎三次，因此其希望以助養孤兒及愛惜他們來減輕自己的罪孽 於第5集登場 於第17集發現許晴懷孕 於第18集向蔡長青表白示愛 於第19集偷拍何雪盈企圖把其妹許晴推落樓梯，幸好立即出現並救回許晴 於第20集發現很難與經常說文言文之蔡長青溝通，而打算與對方分手，但最終因對方願意為自己作出改變並主動了解自己之興趣而深受感動，令二人感情更勝從前 參見「寶安心」陪月中心 |
| 高海寧 | 許 晴 | Katrina、晴晴 調酒師／孕婦 父母早逝，並認定此事是由許朗間接陷害的 許朗之妹，因其害死自己父母而憎恨其，最後原諒對方及和好 李冠中之女友，後為未婚妻，於第15集分手，於第20集復合 葉致廷之前女友，後為好友兼同事 唐恬兒之中學師妹及好友，並視其為恩人 被霍明瑜針對，於第19集和好 何雪盈之情敵兼天敵，被其針對 因父母早逝而認為世界上不會長久且幸福的關係，最後因李冠中而相信 患有腕管綜合症 「1980」調酒師→普通酒吧調酒師→「1980」老闆（第19集起） 於第8集被何雪盈陷害 於第14集答應李冠中求婚，於第15集因價値觀不合及為救許朗而提出分手 於第17集發現已懷有李冠中的骨肉 於第18集被何雪盈指使的人跟蹤並被雜誌記者偷拍到葉致廷安慰其 於第19集險被何雪盈推落樓梯，被許朗及時救回，後與霍明瑜簽下放棄與李冠中的感情及不能與其結婚作條件，換取能與李家共同擁有其腹中孩子之撫養權及「1980」的擁有權的協議書，後邀請葉致延及唐恬兒入股「1980」 於第20集得知李冠中為自己與骨肉而離開李家並承諾會一生一世被其照顧 |

### 譚家
| 演員   | 角色   | 暱稱／關係 |
| 李 楓  |        | 成之母 王佳妙之家姑 譚奕龍之嫲嫲 患有老人認知障礙症 住於安老院，被家人忽略 曾誤認葉致遠是成 （第12，16集） |
| 楊證樺 | 成     | 成母之子 王佳妙之夫，多年前拋棄其，被其憎恨 譚奕龍之父，多年前拋棄其，再次出現後非常愛惜其 憎恨葉致遠，並視其為奸夫及情敵 因炒股票失敗而欠下巨債後沉迷賭博及醉酒 曾因懷疑王佳妙有外遇而以刀威嚇其 已失蹤多年 為人本性不壞，並愛鍚家人，但性格暴躁，因此被誤會為自私自利 於第16集登場 於第16集為討著數而表示想與王佳妙修好，但被對方拒絕 於第17集帶走譚奕龍 於第18集因葉致延救走譚奕龍後被對方刻意抹黑，令其被網民稱為「人渣老豆」 於第18集企圖闖入王佳妙的分享會及送禮物給譚奕龍，但最後失敗並逃走 於第19集真心向王佳妙認錯並跪地要求對方原諒及與其復合但遭拒絕 於第19集因被王佳妙拒絕後認定葉致遠是姦夫而襲擊對方並刺傷其，後被捕入獄 於第20集原諒葉致延，更表示其在獄中會好好改過並學習新知識，希望能做個好爸爸 |
| 楊卓娜 | 王佳妙 | 阿妙 金牌陪月員／單親媽媽 成之妻，多年前被其拋棄 譚奕龍之母 與葉致遠有感情線，後為其女友 被康麗貞視為家人，後因對方不想其與葉致遠交往而反目 唐恬兒之下屬及好友 May之陪月員兼好友，間接令對方及葉致遠解開多年心結 "陪月員 日與夜"之作者 於第12集決定在與丈夫分居滿兩年後正式申請離婚 於第16集起經常被成騷擾 於第17集因葉致遠擔心其母子二人會被成騷擾而協助二人搬到另一地方居住 於第18集正式入紙申請與成離婚 於第20集一直照顧為保護龍仔而受傷的葉致遠，最終得康麗貞接受及讓其能與葉致遠在一起 於第20集接受葉致遠之示愛表白 參見「寶安心」陪月中心 |
| 劉宸熙 | 譚奕龍 | 龍仔 成之子，多年前被其拋棄，再出現後對其很好 王佳妙之子 成母之孫 表面被葉致遠討厭，事實經常被其照顧，與其關係很好，並很喜歡對方 小時因目睹成以刀威嚇王佳妙而留下陰影 於第9集起暫托於葉家 於第12集起被王佳妙轉交託兒所照顧 於第14集被葉致遠接回葉家照顧 於第17集被成帶走並被其鎖上鐵鏈，後被葉致延救走，後與母親搬到由葉致遠為二人所選的地方居住 於第19集其因被成嚇到而衝出馬路時差點被車撞到幸得葉致遠奮不顧身救其而脫險 於第20集協助葉致遠向其母王佳妙示愛 |

### 李家
| 演員   | 角色   | 暱稱／關係 |
| 潘芳芳 | 霍明瑜 | 李家大房太太 闊太 李冠中、李冠儀之母 堅之岳母 何雪盈之契媽，最後反目 為人自大兼目中無人，說話刻薄 控制狂，要求所有人符合自己的心意 針對許晴，於第19集和好 原本與二房太太不和，後為對付三房而合作 於第15集與何雪盈合謀陷害許朗，目的為令李冠中與許晴分手 於第19集安排律師草擬協議書要求許晴和李冠中共同獲得許晴腹中胎兒之撫養權，其後還發出禁制令阻止何雪盈繼續騷擾許晴並解僱其所有職務，然後把「1980」的擁有權交給許晴，但唯一條件是許晴不能再與李冠中交往及結婚 於第20集交代李冠中離開李家，堅持與許晴在一起                                                        |
| 陳念君 |        | 李家二房太太 闊太 李冠中、李冠儀之二媽 原與霍明瑜不和，後二人為對付三房而合作 第16集登場 |
| 黃長興 | 李冠中 | Frankie 霍明瑜之子 李冠儀之兄 李家大房長子 何雪盈之未婚夫，憎恨對方 許晴之男友，於第15集分手 葉致廷之上司兼好友，於第16集假扮反目 唐秋及蔡長青之朋友 高級餐廳與酒吧「1980」之老闆（第1-13集）→普通酒吧經理→高級餐廳與酒吧「1980」之員工（第20集） 於第13集為維護許晴而與家人反目，並離家出走及放棄家族生意 於第14集向許晴求婚，並獲對方答應，於第15集分手 於第19集向葉致延解釋假扮與其反目之原因 於第19集得知許晴懷有二人的孩子，後要求與對方復合但遭拒絕 於第20集正式離開李家，決定並向許晴表示會一生一世照顧對方及二人之孩子，最終獲對方答應復合及留在「1980」工作 |
| 阮 兒  | 李冠儀 | Fiona 霍明瑜之女 李冠中之妹 堅之妻 李家大房千金 於第11集登場 於第15集希望修補李家及許家的關係而僱用許朗為其陪月員，後私自紮肚而受傷，後為了博取堅同情及關心而聽從何雪盈教唆陷害及控告許朗傷人 |
| 衛志豪 | 堅     | 李冠儀之夫 李冠中之妹夫 霍明瑜之女婿 為人只顧工作而忽略家庭 於第15集登場 於第15集因誤會許朗令李冠儀受傷而控告其傷人 |

### 「寶安心」陪月中心
| 演員   | 角色   | 暱稱／關係 |
| 姚瑩瑩 | 馬天娜 | Tina 「寶安心」陪月中心前老闆 陪月員 康麗貞之好友 於第8集將「寶安心」轉讓給唐恬兒後移民到外國 |
| 李佳芯 | 唐恬兒 | Ellen 陪月員訓練班學生→「寶安心」陪月中心老闆（第8集起） 陪月員 May之陪月員（第12集） 參見葉家 |
| 陳秀珠 | 梁月嬋 | 嬋姐 「寶安心」陪月中心老闆及代言人（第8集起） 陪月員 周嵐之陪月員（第12集） 參見唐家 |
| 楊卓娜 | 王佳妙 | 阿妙 金牌陪月員→兼任「寶安心」顧問（第8集起） 原是「寶安心」陪月中心創辦人，後因丈夫投資失敗而欠下巨債才轉讓給馬天娜 唐恬兒之下屬及好友 Joanne之陪月員（第3集）→唐恬兒之陪月員（第6集）→May之陪月員（第11集）→名模Kathy Lau之陪月員（第13集） 參見譚家 |
| 吳家樂 | 蔡長青 | 長青、大夫、古裝人（許朗專用） 「寶安心」陪月中心中醫課程導師 曾任中學中國文學教師，其母患病後轉讀中醫 電單車速遞中醫 唐秋之相識多年之好友 葉致廷及李冠中之好友 許朗之朋友，與其有感情線，後為其男朋友 中國文學系畢業，說話時經常夾雜些文言文 於第16集前往內地做義工義診 於第18集返回香港 於第20集為能夠更容易與許朗溝通，慢慢改變自己說話及生活方式 於第7集登場       |
| 姚嘉妮 | 許 朗  | Belle、朗朗 陪月員 唐恬兒之陪月員（第5集）→張太之陪月員（第12集）→李冠儀之陪月員（第15集） 為人有義氣，與一眾陪月員情同姊妹 於第5集擔任唐恬兒之陪月員，實為被康麗貞指使 於第9集帶領一眾陪月員拒絕簽新合約，最終在許晴勸導下願意讓步 於第13集被網民誣陷職業操守有問題，最終由康麗貞及張太還其清白 於第15集被李冠儀、霍明瑜、何雪盈陷害及控告傷人，後被撤銷控訴 參見許家 |
| 張韋怡 | 沈玉花 | 花師奶 陪月員訓練班學生→陪月員 許朗之朋友 |
| 丁主惠 | 招多喜 | 大四喜 陪月員訓練班學生→陪月員 許朗之朋友 |
| 沈可欣 | 廖子欣 | 阿欣 陪月員訓練班學生→陪月員 許朗之朋友 |
| 祝文君 | 允雪梅 | 陪月員訓練班學生→陪月員 |
| 蓋世寶 | 賈芊蘭 | 陪月員訓練班學生→陪月員 |
| 周寶霖 | 邱子菊 | 陪月員訓練班學生→陪月員 |
| 劉彩玉 | 八爪魚 | 陪月員訓練班學生 因公開顧客私隱而被馬天娜開除（第2集） |
| 劉桂芳 | 張碧芳 | 芳姨 金牌陪月員 「寶安心」陪月員訓練班導師 |
| 陳嘉慧 |        | 接待員 |

### 其他演員
| 演員   | 角色        | 暱稱／關係 |
| 文雅   | 何雪盈      | Sharon 富二代 高級餐廳與酒吧「1980」之新老闆（第14集起），於第19集被解僱 李冠中之前未婚妻，最後反目 霍明瑜之契女，最後反目 許晴之情敵兼天敵，並針對其 葉致延之上司，之後被其憎恨並曾多次陷害及利用其，最後反目 Kelly、Kiko、Mina及邱太之好友 與李家二房太太有交情，經常私下聯絡 為人心狠手辣和陰毒，為達到目的而不擇手段 於第8集登場 於第8集陷害許晴 曾色誘葉致廷 於第15集唆使李冠儀説謊，後與霍明瑜合謀計局陷害許朗，並陷害葉致廷令其無法插手 於第16集離間李冠中及葉致廷，最後令二人反目 於第18集指使他人跟蹤許晴 於第19集騷擾及襲擊許晴企圖令其小產，但因許朗的出現而失敗，自己卻失足跌落樓梯受傷，後更被霍明瑜發出禁制令阻止其繼續騷擾許晴並被解除其在「1980」所有職務 |
| 林淑敏 | Joanne      | 「媽媽谷」管理員成員 孕婦→新手媽媽 唐恬兒之好朋友 被葉致延針對及誤解 於第3集登場 |
| 李綺雯 | Kitty       | 「媽媽谷」管理員成員 孕婦→新手媽媽 唐恬兒之好朋友 被葉致延針對及誤解 於第3集登場 |
| 張名雅 | Peggy       | 「媽媽谷」管理員成員 孕婦→新手媽媽 唐恬兒之好朋友 被葉致延針對及誤解 於第3集登場 |
| 徐玟晴 | 寶          | 「媽媽谷」管理員成員 孕婦→新手媽媽 唐恬兒之好朋友 被葉致延針對及誤解 於第3集登場 |
| 麥皓兒 | Cherry      | 「媽媽谷」管理員成員 孕婦→新手媽媽 唐恬兒之好朋友 被葉致延針對及誤解 於第3集登場 |
| 淼     | Suki        | 「媽媽谷」管理員成員 孕婦→新手媽媽 唐恬兒之好朋友 被葉致延針對及誤解 於第3集登場 |
| 梁珈詠 | Ivy         | 「媽媽谷」管理員成員 孕婦→新手媽媽 唐恬兒之好朋友 被葉致延針對及誤解 於第3集登場 |
| 黃梓瑋 | 蓮 姐       | 康麗貞之鐘點工人 |
| 陳靖雲 |             | 高級餐廳與酒吧「1980」之侍應 |
| 范仲恒 |             | 高級餐廳與酒吧「1980」之侍應 |
| 溫裕紅 | 周 嵐       | Bianca 唐恬兒之前上司及師父 Ken之女朋友 梁月嬋之僱主 於第1集登場 於第11集發現自己意外懷孕 於第12集早產誕下兒子 於第13集與Ken吵架，後和好 |
| 布偉傑 | Mr. Big     | 唐恬兒之前老闆 （第3集） |
| 陳婉婷 | Doris       | 唐恬兒之前同事 頂替唐恬兒到外國進修 周嵐之下屬 （第3、6集） |
| 吳珮如 |             | 唐恬兒之前同事 周嵐之下屬 （第3、6集） |
| 吳綺珊 |             | 唐恬兒之前同事 周嵐之下屬 （第3、6集） |
| 葉蒨文 |             | 唐恬兒之前同事 周嵐之下屬 （第3、6集） |
| 程 皓  |             | 唐恬兒之前同事 周嵐之下屬 （第3、6集） |
| 陳嘉慧 |             | 唐恬兒之前同事 周嵐之下屬 （第3、6集） |
| 孟希璘 |             | 唐恬兒之前同事 周嵐之下屬 （第3、6集） |
| 黎寬怡 |             | 唐恬兒之前同事 周嵐之下屬 （第3、6集） |
| 梁雯蔚 |             | 唐恬兒之前同事 周嵐之下屬 （第3、6集） |
| 周梓盈 | Heidi       | 唐恬兒之前同事 周嵐之下屬 （第3、6集） |
| 李善恒 |             | 富二代 李冠中之好友 |
| 吳子冲 |             | 富二代 李冠中之好友 |
| 李顯曜 |             | 富二代 李冠中之好友 |
| 鄧嘉傑 |             | 富二代 李冠中之好友 |
| 彭翔翎 |             | 索女 李冠中之好友 |
| 伍樂怡 |             | 索女 李冠中之好友 |
| 胡美貽 |             | 索女 李冠中之好友 |
| 黃凱琪 |             | 索女 李冠中之好友 |
| 楊詩敏 | 妮          | 林太 梁月嬋之僱主 有產後抑鬱 育有三子 誤會梁月嬋令其兒子受傷而發生爭執（第1集） |
| 潘冠霖 |             | 售貨員（第1集） |
| 王致狄 |             | 地產經紀（第2集） |
| 易智遠 |             | 麻甩佬 曾在街上調戲唐恬兒（第2集） |
| 曾健明 |             | 麻甩佬 曾在街上調戲唐恬兒（第2集） |
| 吳香倫 | Auntie Kwok | 闊太 康麗貞之好友 （第3-5、12、16集） |
| 蘇麗明 |             | 闊太 康麗貞之好友 （第3-5、12、16集） |
| 包曉華 |             | 闊太 |
| 蔡國威 |             | 婦科醫生（第3集） |
| 葉凱茵 | May         | 葉致遠之前妻兼朋友 康麗貞之前媳婦，與其不和，並被其憎恨 頌仔之母 丈夫早前因遇上交通意外入院 唐恬兒之前妯娌、好友兼客人 葉致廷之前大嫂 王佳妙之僱主及好友 葉允之前伯娘 於第10集登場 孕婦，於第11集誕下幼女 再婚懷孕後才得知葉致遠有不育問題，但選擇隠瞞 |
| 莫朗翹 | 頌 仔       | May之長子 （第11-12集） |
| 黃子雄 | Ken         | 周嵐之男友 前大學教授，後失業 於第12集登場 於第13集與周嵐吵架後帶同兒子離家出走，後經葉致延開解後和好，並決定放棄事業照顧兒子 |
| 趙璧渝 |             | 孕婦（第3集） |
| 周佩婷 |             | 醫院詢問處職員（第3集） |
| 黃 欣  |             | 醫院護士（第3集） |
| 盧偉文 | Alan        | |
| 李美慧 |             | 護士（第4集） |
| 魏惠文 |             | 醫生（第5集） |
| 招浩明 | Kyle        | 時裝設計師（第6集） |
| 余應彤 |             | 許晴之朋友 （第6集） |
| 曹思詩 |             | 許晴之朋友 （第6集） |
| 曾慧雲 | 娥 姐       | Kitty之陪月員 遭唐恬兒揭發職業操守有問題後被解僱 （第7集） |
| 鄧永健 |             | 賤男（第8集） |
| 利穎怡 |             | 許朗之中學老師 指控許朗偷竊同學銀包（第9集） |
| 方伊琪 |             | 闊太 霍明瑜之姊 李冠中、李冠儀之大姨媽 厭棄及看不起許晴 （第11集） |
| 韓毓霞 |             | 闊太 霍明瑜之姊 李冠中、李冠儀之二姨媽 厭棄及看不起許晴 （第11集） |
| 馬蹄露 |             | 闊太 霍明瑜之姊 李冠中、李冠儀之三姨媽 厭棄及看不起許晴 （第11集） |
| 陳榮峻 |             | 街市有機蔬果檔檔主 （第11集） |
| 蘇恩磁 |             | 修女（第11集） |
| 李君妍 | 張 太       | 許朗之僱主 患有產後抑鬱 其夫有外遇 於第13集為挽救婚姻與許朗提早解約，間接令許朗被誤會因職業操守有問題而遭解僱，最終得康麗貞找其拍片為許朗及「寶安心」澄清而解決 |
| 張智軒 | 張 生       | 被許朗懷疑其有婚外情 於第13集被許朗、蔡長青及唐恬兒發現其有外遇，最後經葉致延勸說下決定挽救婚姻 |
| 沈愛琳 |             | 張生張太之鄰居 張生之小三 於第13集被許朗、蔡長青及唐恬兒撞破其與張生有私情 |
| 鄭啟泰 |             | 麵店老闆 許朗之前男友 當年因有第三者（即其現任妻子）而與許朗分手 於第13集被許朗掌摑 |
| 李天縱 |             | 麵店老闆娘 當年介入其夫與許朗之感情令二人分手（第13集） |
| 吳嘉儀 | Kelly       | 名門闊太 貴族媽媽 何雪盈之好友 葉致延之朋友（第14集） |
| 郭千瑜 | Mina        | 名門闊太 貴族媽媽 何雪盈之好友（第14集） |
| 梁 茵  | Kiko        | 名門闊太 貴族媽媽 何雪盈之好友（第14集） |
| 黃穎君 | 邱 太       | 名門闊太 貴族媽媽 何雪盈之好友（第14集） |
| 伍禮騫 |             | 李冠儀之保鏢 （第15集） |
| 林師傑 |             | 街頭歌手（第15、20集） |
| 張明偉 |             | 街頭歌手（第15、20集） |
| 陳建名 |             | 街頭歌手（第15、20集） |
| 方紹聰 |             | 街頭歌手（第15、20集） |
| 鄭恕峰 |             | 藥鋪大叔（第16集） |
| 袁鎮業 |             | 西裝男（第16集） |
| 林宥喬 |             | 雜誌記者 （第16-19集） |
| 游莨維 |             | 爆週刊記者／ 「左望右望」主持 （第17-20集） |
| 張雪盈 |             | 生果日報記者（第17-19集） |
| 何佩珉 |             | 夕陽日報記者（第17-19集） |
| 陳潁熙 | 慈          | 寶之表妹 孕婦／「寶安心」之顧客 （第17集） |
| 葉家泓 |             | 游泳教練 唐秋之游泳導師 （第17-18集） |
| 鄭世豪 | 梁 生       | Ellen之夫 原為梁月嬋之僱主，後因妻子小產而解約 因其妻小產後行為怪異而認為對方患上情緒病，後更被妻子趕走 於第20集唐恬兒向其請出其妻子狀況，同時其亦講出其喪女之感受，其後陪同其與妻子溝通及協調，讓二人能互相扶持渡過喪女之痛 （第18、20集） |
| 周麗欣 | 梁 太       | Ellen 孕婦，於兩個月前不幸小產 患有產後抑鬱症 在其小產後，因其行為怪異而與其夫發生爭執，後更將其夫趕走 於第19集向唐恬兒說出以照顧假嬰兒公仔當成寄託，以免自己輕生及傷害自己，後得對方開解下情緒漸有好轉 於第20集其在唐恬兒陪同下與其夫溝通及協調，讓二人能互相扶持渡過喪女之痛，最終令其接受及面對女兒離世之事實，而在其夫關心下其病情亦漸漸好轉 （第18-20集） |
| 王德基 |             | 導演（第18集） |
| 黃耀英 |             | 攝影師（第18集） |
| 李旻芳 |             | 主持（第18集） |
| 邵卓堯 | Jacky       | DECENT公司顧問 （第18集） |
| 楊麗欣 | MK妹        | 墮胎少女（第18集） |
| 楊家寶 | MK妹        | 墮胎少女之朋友 曾經墮胎（第18集） |
| 劉嘉琪 | 冼柏琪      | 琪 「寶安心」陪月員應徵者 （第18、20集） |
| 張詩欣 | 妍          | 「寶安心」陪月員應徵者 （第18、20集） |
| 郭田葰 |             | 唐恬兒之前男友 有車有樓，但因其只顧工作並沒有時間陪唐恬兒面令對方不滿，最終被對方分手（第20集） |
| 林泳淘 |             | 葉致廷之前女友 曾經懷有其與葉致廷之孩子，但在未有通知對方的情況下到診所接受墮胎手術，而令對方非常不滿及憤怒，最終被對方提出分手（第20集） |
| 方紹聰 |             | 賣唱者 （第20集） |
| 張明偉 |             | 賣唱者 （第20集） |
| 林師傑 |             | 賣唱者 （第20集） |
| 陳建文 |             | 賣唱者 （第20集） |

## 每集主題
| 集數 | 首播日期      | 主題                       | 編劇           |
| 1    | 2018年7月9日  | 母愛這回事…                | 黃秉怡         |
| 2    | 2018年7月10日 | 夢想安樂窩？               | 黃秉怡         |
| 3    | 2018年7月11日 | 港女變港媽                 | 李慧儀、張應偉 |
| 4    | 2018年7月12日 | 我為B狂                    | 張慧賢、張應偉 |
| 5    | 2018年7月13日 | 地獄陪月？                 | 李慧儀、張應偉 |
| 6    | 2018年7月16日 | 好陪月是馴獸師？           | 張慧賢、張應偉 |
| 7    | 2018年7月17日 | 男人都有產後抑鬱？         | 黃寶賢         |
| 8    | 2018年7月18日 | 阿媽永遠最兇悍又最溫柔     | 黃寶賢、張慧賢 |
| 9    | 2018年7月19日 | 相處貴乎隱瞞？             | 李慧儀、黃寶賢 |
| 10   | 2018年7月20日 | 港媽死穴：你唔識做人阿媽！ | 張慧賢、李慧儀 |
| 11   | 2018年7月23日 | BB是兩個人的樞紐           | 張慧賢         |
| 12   | 2018年7月24日 | 奶奶是婚姻最大的破壞者？   | 張慧賢、李慧儀 |
| 13   | 2018年7月25日 | 男人的浪漫                 | 黃寶賢、張應偉 |
| 14   | 2018年7月26日 | How To Let Go？            | 李慧儀、張應偉 |
| 15   | 2018年7月27日 | 為愛犧牲                   | 李慧儀、張應偉 |
| 16   | 2018年7月30日 | 湊仔冇數計                 | 李慧儀、張應偉 |
| 17   | 2018年7月31日 | 港媽的英雄                 | 李慧儀、張應偉 |
| 18   | 2018年8月1日  | 幸福假象                   | 黃寶賢、張應偉 |
| 19   | 2018年8月2日  | Crazy Dad, Crazy Mom       | 黃寶賢、張應偉 |
| 20   | 2018年8月3日  | Perfectly Imperfect        | 黃寶賢、張應偉 |

## 劇中術語
| 代號                   | 解釋             | 備註                                                                     |
| 媽媽谷                 | 媽媽 Group       | 指孕婦於Facebook、Whatsapp認識同路人後組成之群組，作為互相交流及請教渠道 |
| 62                     | 老爺 （家翁）    |                                                                          |
| 99 （讀音為Nine nine） | 奶奶 （家姑）    |                                                                          |
| C6                     | 死佬 （丈夫）    |                                                                          |
| C9 （讀音為C nine）    | 師奶 （主婦）    | 其后剧集延续为《C9特工》                                                 |
| 港媽王國               | 大型親子網站     | 為各位為人父母或準備為人父母的人士而設立之網站 影射：親子王國            |
| BLW                    | Baby-Led Weaning | 由嬰兒主導的斷奶方式 將食物切成條狀及片狀讓嬰兒自行取食                  |

## 劇中插曲
此劇不時會有歌曲串連，包括：
| 類型                                  | 集數       | 歌曲             | 原唱   | 劇中獻唱                       |
| 葉致廷、唐恬兒、葉允 一家三口的主題曲 | 第1集      | 分分鐘需要你     | 林子祥 | 黎諾懿、李佳芯                 |
| 唐恬兒童年時哄媽媽專用歌              | 第8集      | 分分鐘需要你     | 林子祥 | 黃頌明（聲演：童年時之唐恬兒） |
| 街頭歌手演唱                          | 第20集     | 分分鐘需要你     | 林子祥 | 林師傑                         |
| 街頭歌手演唱                          | 第15集     | Baby Song        | 陳奕迅 | 林師傑                         |
| 葉致遠懷念舊情時唱的歌                | 第11、12集 | 有多少愛可以重來 | 黃仲昆 | 徐榮                           |
| 葉致遠向王佳妙之示愛歌                | 第20集     | 有多少愛可以重來 | 黃仲昆 | 徐榮、劉宸熙                   |

## 獎項及提名

### 萬千星輝頒獎典禮2018
| 獎項               | 單位                | 結果             |
| ------------------ | ------------------- | ---------------- |
| 最佳劇集           | BB來了              | 提名             |
| 最佳男主角         | 黎諾懿              | 提名             |
| 最佳女主角         | 李佳芯              | 獲獎             |
| 最受歡迎電視男角色 | 葉致廷（黎諾懿 飾） | 提名（最後五強） |
| 最受歡迎電視女角色 | 唐恬兒（李佳芯 飾） | 提名（最後五強） |
| 最受歡迎電視女角色 | 許晴（高海寧 飾）   | 提名             |
| 最佳男配角         | 徐榮                | 提名（最後五強） |
| 最佳女配角         | 盧宛茵              | 提名（最後五強） |
| 最佳女配角         | 高海寧              | 提名             |

### 觀眾在民間電視大奬2018
| 獎項           | 單位                | 結果           |
| -------------- | ------------------- | -------------- |
| 民選最佳劇集   | BB來了              | 提名（第五名） |
| 民選最佳劇本   | BB來了              | 提名（第五名） |
| 民選最佳女主角 | 唐恬兒（李佳芯 飾） | 提名（第四名） |

## 記事
- 2017年11月22日：此劇於12:30在將軍澳工業村駿才街77號電視廣播城一廠停車場大地舉行造型記者會。[4]
- 2018年7月2日：此劇於13:00在尖沙咀山林道7號漢國佐敦中心19樓01-02室Newborn Nanny綠色育兒中心舉行「新手爸媽預備班」宣傳活動。
- 2018年7月7日：此劇於12:30在油塘高超道38號大本型地下中庭舉行「潮爆育嬰室」宣傳活動。
- 2018年7月14日：此劇於14:00在九龍灣宏開道8號其士商業中心地下連1樓3室Fighting Art Center舉行「湊B擂台陣」宣傳活動。
- 2018年7月20日：此劇於14:30在將軍澳電視廣播城一廠灰位舉行「喜訊來了」宣傳活動。
- 2018年7月31日：此劇於12:30在新蒲崗太子道東638號Mikiki一樓119-120號舖Play House Play Café舉行「BB滿月宴」宣傳活動。
- 2018年8月1日：此劇於18:15在將軍澳工業村駿才街77號將軍澳電視廣播城二樓中菜廳舉行祝捷晚宴活動。

## 軼事
- 此劇是廖晉碩首部擔任監製的劇集。
- 此劇「唐恬兒」原定由岑麗香飾演，因她約滿及不續約，後改由李佳芯頂上，而岑麗香其後再此劇的精神續集《寶寶大過天》以另一個角色參與演出。[5]
- 此劇的主題曲是譚嘉儀獻唱的《有了你（页面存档备份，存于）》，該曲是翻唱自已故歌手陳百強的同名歌曲。
- 此劇邀請了八位小演員演繹葉允一角，以配合於劇中葉允一角由出生後從嬰兒階段到1歲的成長過程。[6]
- 此劇邀請了配音員鄭麗麗聲演葉允的心聲（第1、20集）。

## 收視
此劇於香港無綫電視翡翠台、myTV SUPER7日跨平台及家外媒體總收視之紀錄（2018年7月9日起）：
| 週次 | 集數   | 日期                  | 收視率 | 備註                                                                   |
| 1    | 1－5   | 2018年7月9日-7月13日  | 29點   | 星期一至五總收視28.8點 第1集跨平台總收視29.3點 第4集跨平台總收視30.2點 |
| 2    | 6－10  | 2018年7月16日-7月20日 | 28點   | 星期一至五總收視28.3點                                                 |
| 3    | 11－15 | 2018年7月23日-7月27日 | 28點   | 星期一至五總收視27.8點                                                 |
| 4    | 16－20 | 2018年7月30日-8月3日  | 28點   | 星期一至五總收視27.5點 第20集總收視30.2點                              |
| 全劇 | 全劇   | 全劇                  | 28點   | 平均收視28.1點                                                         |

## 外部連結
- 《BB來了》新劇特搜 - TVBUSA（页面存档备份，存于）
- 豆瓣电影上《BB來了》的資料 （简体中文）

## 電視節目的變遷

### 香港播放
| 香港無綫電視翡翠台 星期一至五 20:30-21:30 第三線劇集 | 香港無綫電視翡翠台 星期一至五 20:30-21:30 第三線劇集                         | 香港無綫電視翡翠台 星期一至五 20:30-21:30 第三線劇集 |
| ---------------------------------------------------- | ---------------------------------------------------------------------------- | ---------------------------------------------------- |
|                                                      | BB來了 （2018.07.09 - 2018.08.03）                                           |                                                      |
| 宮心計2深宮計 （2018.05.21 - 2018.07.08）            | 延禧攻略 （外購劇） （設有週六、日連播兩集安排） （2018.08.06 - 2018.10.06） |                                                      |

#### 重播
| 香港 無綫電視翡翠台 星期一至五 11:45－12:40 · 11月25及26日暫停播映 | 香港 無綫電視翡翠台 星期一至五 11:45－12:40 · 11月25及26日暫停播映 | 香港 無綫電視翡翠台 星期一至五 11:45－12:40 · 11月25及26日暫停播映 |
| ------------------------------------------------------------------ | ------------------------------------------------------------------ | ------------------------------------------------------------------ |
|                                                                    | BB來了 （2020年11月2日－2020年12月1日）                            |                                                                    |
| 三個女人一個「因」 （2020年9月28日－2020年10月29日）               | 魚躍在花見 （2020年12月2日－2020年12月30日）                       |                                                                    |

| 香港無綫電視翡翠台 下午劇集時段 · 星期一至五14:45-15:45                                                                                           | 香港無綫電視翡翠台 下午劇集時段 · 星期一至五14:45-15:45 | 香港無綫電視翡翠台 下午劇集時段 · 星期一至五14:45-15:45 |
| --- | ------------------------------------------------------- | ------------------------------------------------------- |
| | BB來了 （2024.08.12 - 2024.09.06）                      |                                                         |
| 聊齋 （重播部分集數單元） （2024.07.15 - 2024.07.26） 2024巴黎奧運 下午直擊 （2024.07.29 - 08.02、2024.08.05 - 08.09) （星期一至五：14:45-18:30） | 奸人堅 （2024.09.09 - 2024.10.04）                      |                                                         |

### 香港以外地區播放
| 無綫翡翠台香港時區 星期一至五 20:30 - 21:30 | 無綫翡翠台香港時區 星期一至五 20:30 - 21:30 | 無綫翡翠台香港時區 星期一至五 20:30 - 21:30 |
| ------------------------------------------- | ------------------------------------------- | ------------------------------------------- |
|                                             | BB來了 （2018-07-09 - 2018-08-03）          |                                             |
| 宮心計2深宮計 （2018-05-21 - 2018-07-08）   | 衝上雲霄II （2018-08-06 - 2018-09-14）      |                                             |

| 马来西亚 Astro AOD、Astro AOD HD 星期一至五 20:30 - 21:30 | 马来西亚 Astro AOD、Astro AOD HD 星期一至五 20:30 - 21:30 | 马来西亚 Astro AOD、Astro AOD HD 星期一至五 20:30 - 21:30 |
| --------------------------------------------------------- | --------------------------------------------------------- | --------------------------------------------------------- |
|                                                           | BB來了 （2018-07-09 - 2018-08-03）                        |                                                           |
| 宮心計2深宮計 （2018-05-21 - 2018-07-08）                 | 延禧攻略（外購劇） （2018-08-06 - 2018-10-05）            |                                                           |

| 新加坡 HUB戲劇首選 星期一至五 20:30 - 21:30 | 新加坡 HUB戲劇首選 星期一至五 20:30 - 21:30    | 新加坡 HUB戲劇首選 星期一至五 20:30 - 21:30 |
| ------------------------------------------- | ---------------------------------------------- | ------------------------------------------- |
|                                             | BB來了 （2018-07-09 - 2018-08-03）             |                                             |
| 宮心計2深宮計 （2018-05-21 - 2018-07-06）   | 延禧攻略（外購劇） （2018-08-06 - 2018-10-06） |                                             |

| 澳洲 無綫翡翠台 星期二至六 19:30 - 20:30  | 澳洲 無綫翡翠台 星期二至六 19:30 - 20:30       | 澳洲 無綫翡翠台 星期二至六 19:30 - 20:30 |
| ----------------------------------------- | ---------------------------------------------- | ---------------------------------------- |
|                                           | BB來了 （2018-07-10 - 2018-08-04）             |                                          |
| 宮心計2深宮計 （2018-05-22 - 2018-07-07） | 延禧攻略（外購劇） （2018-08-07 - 2018-10-06） |                                          |

| 新加坡 HUB娛家戲劇台 每晚 19:00 - 20:00 | 新加坡 HUB娛家戲劇台 每晚 19:00 - 20:00 | 新加坡 HUB娛家戲劇台 每晚 19:00 - 20:00 |
| --------------------------------------- | --------------------------------------- | --------------------------------------- |
|                                         | BB來了 （2018-09-04 - 2018-09-23）      |                                         |
| 天命 （2018-08-07 - 2018-09-03）        | 特技人 （2018-09-24 - 2018-10-18）      |                                         |

| 越南 SCTV9 星期一至五 19:00 - 20:00       | 越南 SCTV9 星期一至五 19:00 - 20:00  | 越南 SCTV9 星期一至五 19:00 - 20:00 |
| ----------------------------------------- | ------------------------------------ | ----------------------------------- |
|                                           | BB來了 （2018-07-09 - 2018-08-03）   |                                     |
| 宮心計2深宮計 （2018-05-21 - 2018-07-06） | 雜警奇兵 （2018-08-06 - 2018-08-31） |                                     |

| Astro華麗台、Astro華麗台HD 星期一至五 21:30－22:30 時段 | Astro華麗台、Astro華麗台HD 星期一至五 21:30－22:30 時段 | Astro華麗台、Astro華麗台HD 星期一至五 21:30－22:30 時段 |
| ------------------------------------------------------- | ------------------------------------------------------- | ------------------------------------------------------- |
|                                                         | BB來了 （2019-05-22－2019-06-18）                       |                                                         |
| 溏心風暴3 （2019-03-27－2019-05-21）                    | 逆緣 （2019-06-19－2019-08-06）                         |                                                         |

| 新加坡 HUB都會台 星期一至五 17:00－18:00 | 新加坡 HUB都會台 星期一至五 17:00－18:00 | 新加坡 HUB都會台 星期一至五 17:00－18:00 |
| ---------------------------------------- | ---------------------------------------- | ---------------------------------------- |
|                                          | BB来了 （2023-05-11 - 2023-06-07）       |                                          |
| 丫鬟大联盟 （2023-04-20 - 2023-05-10）   | 逆缘 （2023-06-08 - 2023-07-26）         |                                          |

| 马来西亚 八度空间 周末TVB 星期六及日 19:00-20:00 | 马来西亚 八度空间 周末TVB 星期六及日 19:00-20:00 | 马来西亚 八度空间 周末TVB 星期六及日 19:00-20:00 |
| ------------------------------------------------ | ------------------------------------------------ | ------------------------------------------------ |
|                                                  | BB来了 （2024-10-26 - 2024-12-29）               |                                                  |
| 牛下女高音 （2024-07-13 - 2024-10-20）           | 街坊財爺 （2025-01-04 - 2025-04-05）             |                                                  |